# 阿尔藏克德朗东
阿尔藏克德朗东（法語：Arzenc-de-Randon）是法国洛泽尔省的一个市镇，属于芒德区（Mende）沙托纳德朗东县（Châteauneuf-de-Randon）。该市镇总面积69.2平方公里，2009年时的人口为208人。

## 人口
阿尔藏克德朗东人口变化图示